# Home Again (Elton John)
Home Again è il primo singolo estratto dall'album The Diving Board, pubblicato il 24 giugno 2013.